# Église Saint-Symphorien de Longeville-lès-Metz
Pour les articles homonymes, voir Église Saint-Symphorien.
L'église Saint-Symphorien se situe dans la commune française de Longeville-lès-Metz, en Moselle dans la région Grand Est.

## Localisation
L'église se trouve dans Metz Métropole, sur l'Île Saint-Symphorien.

## Historique
Le premier lieu de culte de l’île a été ouvert en 1940 dans une salle d'école, en décembre 1965 est promulgué le décret d’érection de la paroisse succursale St Symphorien, par suppression de la paroisse de Bellange.
Commencée en 1955 et inaugurée le 14 avril 1957 par Mgr Louis, vicaire général. Pierre Koppe, des ateliers Simminger, a exécuté les vitraux.